# Wrześnica, Sławieński
Wrześnica [vʐɛɕˈnit͡sa] (trước đây là Freetz của Đức) là một ngôi làng ở Gmina Sławno, thuộc hạt Sławno, Zachodniopomorskie, ở phía tây bắc Ba Lan. Nó nằm khoảng 8 kilômét (5 mi) phía đông bắc Sławno và 181 km (112 mi) về phía đông bắc của thủ đô khu vực Szczecin.
Trước năm 1648, khu vực này là một phần của Duchy of Pomerania, 1648-1945 Phổ và Đức. Đối với lịch sử của khu vực, xem Lịch sử của Pomerania.
Ngôi làng có dân số ước tính là 760. 

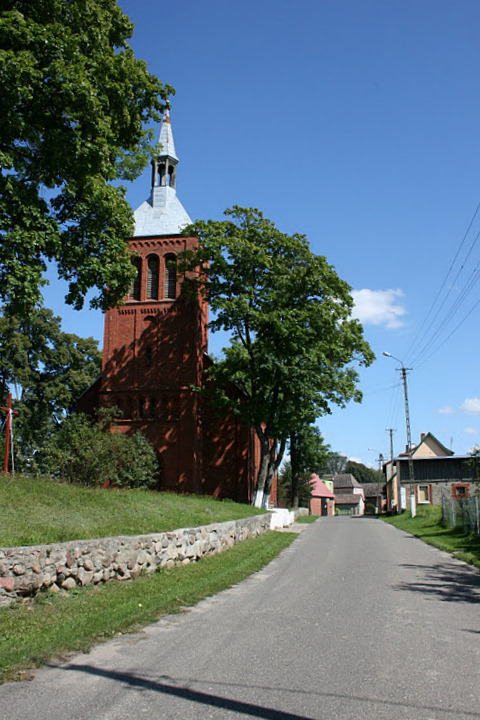
Nhà thờ ở Wrzésnica